# 平田米男
平田 米男（ひらた よねお、1948年9月18日 - ）は、日本の政治家、弁護士。元公明党衆議院議員（3期）、外務政務次官（羽田内閣）。

## 経歴
岐阜県出身。名古屋大学法学部。1975年に弁護士登録。
1989年の第15回参議院議員通常選挙に公明党公認で愛知県選挙区から立候補したが落選。翌1990年の第39回衆議院議員総選挙で旧愛知1区に公明党から衆院議員に当選。1994年、新進党に加入。1996年の第41回衆議院議員総選挙で比例東海ブロックで新進党から立候補して当選。1998年に新党平和に加わり、その後公明党に合流した。2000年の総選挙では、公明党公認・自民党・保守党推薦の連立政権与党の統一候補として愛知県第1区から立候補したが、自民党の名古屋市議だった宮田正之が党に造反する格好で無所属出馬し票が割れたことで、民主党の河村たかしに敗れて落選した。

## 政策
- 選択的夫婦別姓制度導入に賛同[1]。